# Gösta Forssell
Carl Gustaf (Gösta) Abrahamsson Forssell, född 2 mars 1876 på Vassbo gård, Aspeboda socken, Kopparbergs län, död 13 november 1950 i Danderyd, var en svensk läkare och röntgenolog. Han var son till affärsmannen agronom Abraham Forssell samt bror till  Jakob, Carl, Arne, Gerhard och Nils Forssell.
Forssell blev student i Stockholm 1895, där han som assistent till radiologen Thor Stenbeck i Stockholm genomförde 1899 världens första framgångsrika strålbehandling av en hudcancer med hjälp av röntgenstrålning. Behandlingen utfördes på Stenbecks röntgeninstitut vid Mäster Samuelsgatan. 
År 1906 blev han medicine licentiat och 1913 medicine doktor vid Karolinska institutet samt erhöll 1916 en professur i medicinsk radiologi där. Forssell var föreståndare för kirurgiska klinikens röntgeninstitut vid Serafimerlasarettet 1906-1908 och var föreståndare för lasarettets röntgeninstitut från 1908. Från 1910-1926 var han överläkare vid Radiumhemmet, som av honom organiserats.
Forssell tog initiativet till Svensk förening för medicinsk radiologi 1918 och till Nordisk förening för medicinsk radiologi 1919 samt deltog i stiftandet av Svenska sällskapet för medicinsk forskning. Forssell var den förste i Sverige, som meddelade systematisk undervisning i medicinsk radiologi (från 1908). Det av Forssell ledda Röntgeninstitutet var ett centrum för röntgenteknikens och röntgendiagnostikens utveckling i Skandinavien, liksom Radiumhemmet var av stor betydelse för radiumterapien i Stockholm. 
Forssell var förutom en uppskattad lärare och läkare, en flitig och framgångsrik vetenskaplig skriftställare. Bland hans skrifter märks arbetena över rörelserna i människans handled (i "Skand. arch. für physiologie", 1901), Über die Beziehung der Röntgenbilder des menschlichen Magens zu seinem anatomischen Bau (doktorsavhandling, 1913; belönad med Svenska läkaresällskapets jubileumspris 1917), Erfarenheter om radiumbehandling av underlivskräfta vid radiumhemmet i Stockholm 1910–1913 (i "Hygiea", 1915), Om indikationerna för radiumterapi vid kräfta (i "Nord. tidskr. f. terap.", 1917) och Studies of the mechanism of movements of the mucous membrane of the digestive canal (i "The american journal of roentgenology", 1923), som rönte stor uppmärksamhet och mycket erkännande, samt artiklar i Nordisk familjebok. Från 1921 utgav han tidskriften Acta radiologica. Forssell var ledamot eller hedersledamot av flera utländska Röntgensamfund samt från 1923 ledamot av Vetenskapsakademien.
Mellan 1910 och 1926 var han sekreterare i Cancerföreningen i Stockholm och från 1927-1945 dess ordförande. Forssell är begravd på Solna kyrkogård.